# Chitchai Wannasathit
Chitchai Wannasathit (thailändisch ชิดชัย วรรณสถิตย์, alternativ auch Chidchai Vanasatidya geschrieben; * 13. August 1946 in Ubon Ratchathani) ist ein thailändischer Polizeioffizier (General) im Ruhestand und ehemaliger Politiker der Thai-Rak-Thai-Partei. Er war von März 2005 bis September 2006 stellvertretender Ministerpräsident und während der politischen Krise und dem vorübergehenden Rückzug des Ministerpräsidenten Thaksin Shinawatra von April bis Mai 2006 geschäftsführender Regierungschef von Thailand.

## Leben und Karriere
Chtichai besuchte die Amnuay-Silpa-Schule in Bangkok und absolvierte die thailändische Polizeikadettenakademie (Abschluss 1970 mit einem Bachelor in öffentlicher Verwaltung). Dort war er drei Jahrgänge über seinem späteren politischen Verbündeten Thaksin Shinawatra. Zwischen 1970 und 1971 arbeitete Chitchai im Metropolitan Police Bureau in Bangkok und war anschließend bis 1976 als Offizier dem Büro des Polizeisekretärs zugeordnet. In dieser Zeit wurde er zum weiteren Studium in die Vereinigten Staaten entsandt, an der Eastern Kentucky University schloss er 1973 einen Master of Science in Polizeiverwaltung ab (Thaksin ging zwei Jahre nach ihm an dieselbe Universität). Chitchai promovierte 1976 an der University of Louisville, ebenfalls im US-Bundesstaat Kentucky, zum Ph.D. im Fach Rechtspflege (Administration of Justice).
Er arbeitete nach seiner Promotion als hauptamtlicher Dozent an der thailändischen Polizeikadettenakademie. Chitchai beschäftigte sich während seiner Arbeit insbesondere mit der Drogenbekämpfung (Rauschmittel) und wurde 1984 stellvertretender Leiter der Abteilung Forschung und Planung der Polizei. Von 1992 bis 1996 war er stellvertretender Leiter und bis 1997 selbst Leiter der Polizeikadettenakademie. Von 1997 bis 2000 leitete er die thailändische Ausländerbehörde (Immigration Office). Anschließend war er bis 2003 Assistent des Generaldirektors der nationalen Polizei.
Chitchai trat 1999 der von seinem früheren Polizeikollegen Thaksin Shinawatra gegründeten Thai-Rak-Thai-Partei bei. Nach Thaksins Wahl zum Ministerpräsidenten (2001) ernannte er Chitchai 2003 zum Generalsekretär des Amts für Rauschgiftbekämpfung (Office of the Narcotics Control Board). In dieser Zeit führte die Regierung einen „Krieg gegen Drogen“. 2004 trat ein neues Polizeigesetz in Kraft, das die thailändische Polizei der direkten Kontrolle des Ministerpräsidenten unterstellte. Im selben Jahr wurde Thaksins Vertrauter Chitchai stellvertretender Generaldirektor der nationalen Polizei.
Im März 2005 trat Chitchai als Innenminister in Thaksins Regierung ein, zugleich wurde er zu einem der beiden stellvertretenden Ministerpräsidenten ernannt (neben dem Finanzminister Somkid Jatusripitak). Bei der Kabinettsumbildung im August 2005 wechselte Chitchai an die Spitze des Justizministeriums, blieb aber zugleich Vizepremier. Diese Ämter behielt er auch, nachdem Thaksin aufgrund der Proteste der Volksallianz für Demokratie („Gelbhemden“) gegen seine Regierung das Parlament auflösen und vorgezogene Neuwahlen ansetzen ließ, die jedoch von der Opposition boykottiert wurden.
Nach der umstrittenen Wahl, die das Verfassungsgericht später für ungültig erklärte, ließ Thaksin sein Amt ab dem 5. April 2006 zunächst ruhen. In dieser Zeit führte Chitchai interimsweise die Regierungsgeschäfte. Am 23. Mai 2006 übernahm Thaksin wieder selbst die Position des geschäftsführenden Ministerpräsidenten. Die gesamte Regierung wurde am 19. September 2006 durch einen Militärputsch gestürzt. Das Verfassungsgericht löste die Thai-Rak-Thai-Partei im Mai 2007 auf und sprach gegen ihre 111 führenden Mitglieder, darunter Chitchai Wannasathit, ein fünfjähriges politisches Betätigungsverbot aus.
Chitchai Wannasathit ist verheiratet mit Khun Ying Archara Wannasathit.